# 紀元前353年
紀元前353年（きげんぜん353ねん）は、ローマ暦の年である。
当時は、「ペティクスとポプリコラが共和政ローマ執政官に就任した年」として知られていた（もしくは、それほど使われてはいないが、ローマ建国紀元401年）。紀年法として西暦（キリスト紀元）がヨーロッパで広く普及した中世時代初期以降、この年は紀元前353年と表記されるのが一般的となった。

## 他の紀年法
- 干支 : 戊辰
- 日本
  - 皇紀308年
  - 孝安天皇40年
- 中国
  - 周 - 顕王16年
  - 秦 - 孝公9年
  - 楚 - 宣王17年
  - 斉 - 威王4年
  - 燕 - 文公9年
  - 趙 - 成侯22年
  - 魏 - 恵王17年
  - 韓 - 昭侯10年
- 朝鮮
  - 檀紀1981年
- ベトナム :
- 仏滅紀元 : 192年
- ユダヤ暦 :

## できごと

### ペルシア帝国
- アケメネス朝ペルシア帝国のサトラップ（太守）として、カリアを治めていた王マウソロスが死去し、翌紀元前352年には、未亡人となったアルテミシア（兄弟姉妹婚であった）が、王位を継承した。

### ギリシア
- フォキス勢が北上して、テッサリアを脅かした。マケドニア王ピリッポス2世は、南進する機会をうかがっていた。
- 黒海に面したギリシアの植民都市ヘラクレアの僭主クレアルコス (Clearchus of Heraclea) が、12年間の統治の末に、キオン (Chion of Heraclea) に率いられた一部の市民たちによって殺害された。襲撃した者の多くは、その場で護衛たちによって殺され、捕らえられた者たちも結局処刑された。短期間のうちに、クレアルコスの兄弟であったサテュロスが実権を握り、新たな僭主となった。

### 中国
- 斉の威王が田忌を趙の救援に向かわせた。
- 桂陵の戦いにおいて、兵家孫臏の献策により、斉が魏を破った（囲魏救趙）。
- 韓が東周を攻撃し、陵観と廩丘を奪った。
- 楚で昭奚恤が令尹（宰相）となった。
- 宋の景善と衛の公孫倉が斉軍と合流し、魏の襄陵を包囲した。

## 死去
- ヘラクレアのクレアルコス - ヘラクレア・ポンティカの僭主（暗殺）（紀元前401年ころ生）
- イフィクラテース - アテナイの将軍（紀元前418年ころ生）
- マウソロス - カリア王、アケメネス朝ペルシア帝国のサトラップ（太守）
- 魯の共公